# 279-я стрелковая дивизия (2-го формирования)
279-я стрелковая Лисичанская Краснознамённая дивизия — воинское соединение Вооружённых сил СССР в Великой Отечественной войне. Период боевых действий: с 29 сентября 1942 года по 9 мая 1945 года.

## История

### Формирование
Сформирована как 279-я стрелковая дивизия (2-го формирования) из частей 59-й отдельной стрелковой бригады в июне-августе 1942 года в районе г. Балахна Горьковской области.

### В действующей армии
С сентября 1942 года в составе 43-й армии Калининского фронта, впервые вступает в бой 26 ноября на озере Сапшо, в декабре 1942 года дивизия вела боевые действия под городом Белый, освобождая из окружения особый Соломатинский корпус.
По выполнению боевой задачи под городом Белый, в конце 1942 года, дивизия выведена из боёв в резерв ставки ВГК, пополнена личным составом и в первой половине января 1943 года перевезена по железной дороге под Сталинград.
Под Сталинградом дивизия вошла в состав 3-й гвардейской армии Юго-Западного фронта, выполняла боевую задачу отражения попыток группы немецких армий «Дон» деблокировать 6-ю армию Паулюса и 4-ю танковую армию врага, окружённых в Сталинграде.
В начале февраля дивизия вступила на территорию Украины у с. Давыдово-Никольское и участвовала в освобождении города Ворошиловграда (Луганск). Далее дивизия продолжила вести наступательно-оборонительные бои в районах г. Горск — г. Славяносербск и вышла на восточный берег реки Северский Донец в районе г. Лисичанска, где дивизия с 3 марта по 2 сентября 1943 года вела ожесточённые оборонительные бои. Наиболее кровопролитными бои были в районах п. Тошковка и п. Белая Гора Лисичанского (ныне Попаснянский район).
В период с 17 по 23 июля при форсировании р. Северский Донец и в последующих тяжёлых сражениях подразделения дивизии потеряли убитыми и ранеными больше половины личного состава.
2 сентября 1943 года воины дивизии в составе 32-го стрелкового корпуса освободили г. Лисичанск от немецко-фашистских захватчиков.
Приказом Верховного Главнокомандующего от 08.09.1943 года в ознаменование одержанной победы отличившейся в боях за овладение Донбассом и г. Лисичанском 279-й стрелковой дивизии присвоено почётное наименование «Лисичанская».
С конца января 1944 года 279-я дивизия сражалась в составе 51-й армии. Участвовала в Крымской наступательной операции.
За успешные боевые действия при освобождении Симферополя и проявленный героизм Указом Президиума Верховного Совета СССР от 24 апреля 1944 года была награждена орденом Красного Знамени с присвоением наименования «Краснознамённая».
7 мая 1944 года дивизия в составе 4-го Украинского фронта принимала участие в штурме Севастополя. Город был освобождён 9 мая, а уже 13 мая весь Крым снова стал советским. На Сапун-горе был установлен Обелиск освободителям Крыма, в их числе названа и 279-я стрелковая дивизия.
После освобождения Крыма дивизия была переброшена в Прибалтику и вошла в состав 51-й армии 1-го Прибалтийского фронта. С июля по август 1944 года дивизия в составе 1-го гвардейского корпуса, а с сентября 1944 года и до конца войны в составе 10-го стрелкового корпуса.
С участием 279-й стрелковой дивизии были освобождены Шяуляй, Митава (Елгава) и порт Паланга.
1001-й стрелковый полк Указом Президиума Верховного Совета СССР от 15.10.1944 года за эту операцию награждён орденом Суворова III степени и удостоен наименования «Шавлинский».
За успешное выполнение задания по освобождению города Митавы дивизия в пятый раз получила благодарность Верховного Главнокомандующего, а 1003-й и 1005-й стрелковые полки Указом Президиума Верховного Совета СССР были награждены орденом Красного Знамени, отдельный 574-й сапёрный батальон — орденом Красной Звезды, 831-й артиллерийский полк удостоен наименования «Митавский».
В марте 1945 года дивизия в составе 2-го Прибалтийского фронта, с апреля в составе Ленинградского фронта.
Закончила дивизия войну в районе Приекуле, участвуя в боевых действиях по блокированию Курляндской группировки войск противника.

### В послевоенный период
После войны директивой Верховного Главнокомандующего от 17 августа 1945 года 279-я стрелковая Лисичанская Краснознамённая дивизия направлена на постоянную дислокацию в Еланские лагеря Уральского военного округа.
- В мае 1946 года переформирована в 23-ю отдельную стрелковую Лисичанскую Краснознамённую бригаду.
- 12 сентября 1953 года переформирована в 61-ю механизированную Лисичанскую Краснознамённую дивизию.
- 25 апреля 1957 года переформирована в 44-ю танковую Лисичанскую Краснознамённую дивизию.
- С 1 октября 1960 года переформирована в 44-ю учебную танковую Лисичанскую Краснознамённую дивизию. Камышлов
- С декабря 1987 года дивизия переформирована в окружной учебный центр подготовки младших военных специалистов.
- В июне 1998 года в результате преобразования созданы 44-я танковая Лисичанская Краснознамённая дивизия Министерства обороны Российской Федерации (кадр) и 473-й окружной учебный Лисичанский Краснознамённый центр подготовки младших специалистов.

## Состав
(в годы войны)
- 1001-й стрелковый полк
- 1003-й стрелковый полк
- 1005-й стрелковый полк
- 831-й артиллерийский полк
- 428-й отдельный истребительно-противотанковый дивизион
- 378-я отдельная разведывательная рота
- 574-й отдельный сапёрный батальон
- 727-й отдельный батальон связи
- 285-й отдельный медико-санитарный батальон
- 268-я (208-я) отдельная рота химзащиты
- 449-я автотранспортная рота
- 391-я полевая хлебопекарня
- 861-й дивизионный ветеринарный лазарет
- 1998-я полевая почтовая станция
- 448-я полевая касса Госбанка

## Подчинение
- в составе 9-й резервной армии, 43-й армии Калининского фронта, 41-й армии Калининского фронта, 3-й гвардейской армии Юго-Западного фронта, 69-й армии 4-го Украинского фронта, 51-й армии 1-го Прибалтийского фронта

## Командование

### Командиры дивизии
- Мухин, Герасим Васильевич (с 13 июня 1942 по 14 декабря 1942 года), генерал-майор;
- Попов, Иосиф Иванович (с 19 декабря 1942 по 26 января 1943 года), генерал-майор;
- Мухин, Герасим Васильевич (с 27 января 1943 по 9 марта 1943 года), генерал-майор;
- Колчигин, Богдан Константинович (с 10 марта 1943 по 3 мая 1943 года), генерал-майор;
- Потапенко, Владимир Степанович (с 4 мая 1943 по 30 августа 1944 года), генерал-майор;
- Сиванков, Алексей Иванович (с 31 августа 1944 по 9 мая 1945 года), полковник;
- Полянский, Николай Иванович (с января по август 1946 года), генерал-майор[3];

### Заместители командира дивизии
- Русаков, Николай Александрович (с января по декабрь 1944 года), полковник

### Начальники штаба дивизии
- подполковник Блинов, Михаил Александрович
- полковник Смирнов
- подполковник Козьминых, Александр Лаврентьевич
- полковник Котик, Борис Львович

## Награды и наименования
| Награда (наименование)              | Дата                                                              | За что награждена |
| ----------------------------------- | ----------------------------------------------------------------- | --- |
| Почётное наименование «Лисичанская» | Приказ Верховного Главнокомандующего № 09 от 8 сентября 1943 года | В ознаменование одержанной победы                                                                                                   |
| Орден Красного Знамени              | Указ Президиума ВС СССР от 24 апреля 1944 года                    | за образцовое выполнение боевых заданий командования в боях за освобождение Симферополя и проявленные при этом доблесть и мужество. |

Награжденные части дивизии:
- 1001-й стрелковый Шавлинский[5] ордена Суворова[6] полк
- 1003-й стрелковый Краснознамённый[7] полк
- 1005-й стрелковый Краснознамённый[7] полк
- 831-й артиллерийский Митавский[8] полк
- 574-й отдельный сапёрный ордена Красной Звезды[7] батальон

## Отличившиеся воины дивизии
За годы войны 10 тысяч воинов за проявленные на полях сражений героизм и мужество награждены орденами и медалями. 

Четверо из них стали Героями Советского Союза:
- Бирюков, Григорий Иванович, старший лейтенант, командир 2-й стрелковой роты 1001-го стрелкового полка.
- Дуб, Григорий Моисеевич, старший сержант, помощник командира стрелкового взвода 2-го стрелкового батальона 1001-го стрелкового полка.
- Плетнёв, Пётр Фёдорович, майор, командир батареи 76-мм пушек 1001-го стрелкового полка.
- Хаджиев, Константин Ильич, старший лейтенант, командир стрелкового взвода 8-й стрелковой роты 1001-го стрелкового полка.

 Кавалеры ордена Славы трёх степеней.
- Асташкин, Анисим Герасимович, старшина, помощник командира взвода 378 отдельной разведывательной роты.
- Гончаров, Леонид Александрович, старшина, помощник командира взвода 378 отдельной разведывательной роты.

## Память
- 5 мая 1970 года на центральном проспекте Лисичанска был открыт мемориальный комплекс (архитектор Н. Г. Иванченко). На постаменте — танк Т-34, прибывший в Лисичанск своим ходом из расформированной военной части.
- В память об освобождении города Лисичанск и Донбасса установлен мемориальный комплекс «Привольнянский плацдарм».